# Henri Lesmayoux
Henri Lesmayoux, né le 19 décembre 1913 dans le 1er arrondissement de Paris, ville où il est mort le 15 décembre 1999 dans le 14e arrondissement, est un ancien joueur français de basket-ball.

## Palmarès
- 3e du championnat d'Europe 1937
- Champion de France 1945